# Oneonta (Alabama)
Oneonta is een plaats (city) in de Amerikaanse staat Alabama en valt bestuurlijk gezien onder Blount County.

## Demografie
Bij de volkstelling in 2000 werd het aantal inwoners vastgesteld op 5576.
In 2006 is het aantal inwoners door het United States Census Bureau geschat op 6690, een stijging van 1114 (20,0%).

## Geografie
Volgens het United States Census Bureau beslaat de plaats een oppervlakte van
39,9 km², waarvan 39,7 km² land en 0,2 km² water. Oneonta ligt op ongeveer 244 m boven zeeniveau.

## Plaatsen in de nabije omgeving
De onderstaande figuur toont de plaatsen in een straal van 16 km rond Oneonta.